# Platja de Son Saura
La platja de Son Saura està situada a l'illa de Menorca i concretament al sud del municipi de Ciutadella.

## Descripció
També anomenada Bellavista o Platja de Llevant de Son Saura està a 12 quilòmetres de Ciutadella, situada entre Platja d'es Banyuls i Punta des Governador. Aquestes platges estan separades per un sortint rocós que les divideix. Són grans i la segona platja, té molta més arena blanca que la primera.
L'afluència de públic tan local com turista és alta i es pot arribar fàcilment amb vehicle particular. L'aparcament al costat de la primera platja és gratuït. Per accedir a la segona s'ha de caminar entre cinc i deu minuts.
Seguint el camí de cavalls, arribarem a la platja d'Es Talaier després de caminar uns 20 minuts més.